# 칠레 축구 연맹
칠레 축구 연맹(스페인어: Federación de Fútbol de Chile)은 칠레의 축구 기관이다. 1895년 6월 19일에 설립되었으며, 프로 축구 리그(남자, 여자)와 국가대표팀(남자, 여자, 청소년)의 운영을 담당하고 있다.

## 역사
칠레 축구 연맹(FAC)은 기자 데이티드 스콧(David Scott)의 주도로 1895년 6월 19일 발파라이소의 회의 이후 설립되었다. 이 단체는 칠레의 축구 단체로서 선구적인 역할을 했으나 그 영향을 제한적이었다.